# Patrick Zircher
Patrick Zircher  est un dessinateur de comics américain.

## Biographie
Il travaille pour DC Comics, Marvel Comics, Valiant Comics.
Il devient populaire[réf. nécessaire] grâce à ses dessins pour Cable & Deadpool (2004-2006).

## Personnages crée
- Hybrid (Venom Spawn) (Marvel Comics) avec Evan Skolnick

## Publications
- New Warriors, (Marvel Comics)
- Villains and Vigilantes (Fantasy Games Unlimited)
- Star Trek: Early Voyages (Marvel Comics)
- X-O Manowar (Valiant Comics)
- Thunderbolts vol.1 (Marvel Comics) avec Fabian Nicieza, Chris Batista & Mark Bagley
- Nightwing (2002- 2004), (DC Comics)
- Decimation (comics) 2004 (Marvel Comics)
- Deadpool (Marvel Comics)
- Samuraï 7 (Caliber Comics)
- Câble (Marvel Comics)
- Iron Man vol.4 (2006-2007) (Marvel Comics)
- Agent X (Marvel Comics)
- Ororo Before the Storm (couverture) (Marvel Comics)